# Hawa Ghasia
Hawa Abdulrahiman Ghasia (* 10. Januar 1966) ist eine tansanische Politikerin der Partei der Revolution CCM (Chama Cha Mapinduzi), die von 2005 bis 2020 Mitglied der Nationalversammlung (Bunge) war. Sie fungierte von 2006 bis 2012 als Ministerin im Präsidialamt und von  2012 bis 2015 als Ministerin im Amt des Premierministers.

## Leben
Hawa Abdulrahiman Ghasia besuchte von 1976 bis 1982 die Naumbu Primary School, die sie mit einem Certificate of Primary Education Examination (CPEE) beendete. Danach absolvierte von 1983 bis 1989 die Ndanda Secondary School, an der sie 1986 ein Certificate of Secondary Education Examination (CSEE) sowie zuletzt 1989 ein Advanced Certificate of Secondary Education Examination (ACSEE) erwarb. 1992 begann sie ein Studium am Institute of Public Administration, der heutigen Universität Mzumbe, welches sie 1995 mit einem Fortgeschrittenen-Diplom (Advanced Diploma) beendete. Gleichzeitig hatte sie ihre berufliche Laufbahn im öffentlichen Dienst begonnen. Sie war zunächst von 1992 bis 1995 stellvertretende Planungs- und Controlling-Beauftragte sowie anschließend von 1995 bis 1999 Planungs- und Controlling-Beauftragte und zeitgleich kommissarische Ökonomin der Stadtverwaltung (Town Council) von Mtwara. Danach war sie von 1999 bis 2005 Leitende Ökonomin und Planungsbeauftragte der Verwaltung (District Council) des Distrikts Masasi. Während dieser Zeit begann sie zudem 2001 ein postgraduales Studium an der Sokoine University of Agriculture, das sie 2003 mit einem Master abschloss.
Hawa Ghasia, die seit 2005 Delegierte beim General National Meeting ist, dem nationalen Parteitag der Partei der Revolution CCM (Chama Cha Mapinduzi), wurde 2005 für die CCM erstmals Mitglied der Nationalversammlung (Bunge) und vertrat in dieser nach ihren Wiederwahlen 2010 und 2015 bis 2020 den Wahlkreis Mtwara Vijijini. Sie war von 2005 bis 2013 Mitglied des Ausschusses für Verfassung, Recht und Regierungsführung der Nationalversammlung und wurde ferner 2005 Mitglied des Politischen Komitees der CCM im Distrikt Mtwara Mjini. 2006 wurde sie Ministerin für die Verwaltung des öffentlichen Dienstes (Minister of Public Service Management in the President’s Office) im Amt von Staatspräsident Jakaya Kikwete und bekleidete dieses Amt bis 2012. Daneben engagierte sie sich in der Union of  Women of Tanzania (UWT), der Frauenorganisation der CCM, und ist seit 2007 Mitglied von deren Nationalrat und war von 2007 bis 2012 auch Mitglied des Nationalen Umsetzungsausschusses der UWT.
2012 wurde Hawa Ghasia, die seit 2011 auch Mitglied des Nationalen Exekutivrates der CCM ist, Ministerin für regionale Verwaltung und lokale Behördenangelegenheiten (Minister of Regional Administration and Local Authorities Affairs in the Prime Minister’s Office) im Amt des Premierministers Mizengo Pinda und bekleidete dieses Amt bis 2015. Zugleich war sie von 2012 bis 2015 auch Mitglied des Ausschusses für regionale Verwaltung und lokale Behördenangelegenheiten der Nationalversammlung. Nach ihrem Ausscheiden aus der Regierung war sie von 2015 bis 2018 Vorsitzende des Haushaltsausschusses sowie des Weiteren von 2015 bis 2018 Mitglied des Lenkungsausschusses der Nationalversammlung.